# Hemerobius indicus
Hemerobius indicus là một loài côn trùng trong họ Hemerobiidae thuộc bộ Neuroptera. Loài này được Kimmins miêu tả năm 1938.